# 佐久間茂
佐久間 茂（さくま しげる）は、フジテレビジョンスタジオ戦略本部第3スタジオゼネラルプロデューサー。

## 経歴
入社時は広報局広報部、編成制作局第二制作部（吉田正樹班）、事業局事業部長、事業局ゼネラルプロデューサー、編成制作局アナウンス室部長（2013.7）、編成制作局アナウンス室長（2014.7）、編成制作局アナウンス担当局長兼アナウンス室長（2015.7）を経て2017.7.1より現職。浜野貴敏班に所属。主にウッチャンナンチャンの番組を担当している。

## 担当作品

### 現在
- 初対面トークショー!! 内村カレンの相席どうですか（プロデューサー→ゼネラルプロデューサー）
- 出川と爆問田中と岡村のスモール3（ゼネラルプロデューサー）

### 過去

#### 広報部時代
- オレの妹急上昇（1987.11.16-1988.3.21）
- 金曜おもしろバラエティ・ドラマ特別企画 悲しみがとまらない（1988.7.1）

#### 第二制作部時代
- 殿様のフェロモン（お色気担当の演出 1993.10.16-1994.3.26）
  - 番組中で顔写真が放送された。また、同番組でディレクターだった片岡飛鳥とディレクターとしての能力を競わされている。
- 年忘れソバ喰ってもちスペシャル しっかりせなあかんて!（ディレクター 1993.12.31-1994.1.1）
- ゲッパチ!UN アワーありがとやんした!?（ディレクター 1994.4.11-1994.9.12）
- 天使のU・B・U・G（ディレクター 1994.10.13-1995.3.16）
- Funk-a-Step（1998.12.18-1998.12.20 渋谷PARCO劇場）[1]
- FNS27時間テレビ (2004年)（プロデューサー）
- DVD キャイ～ンがシークレットライブまたまたやりました。（プロデューサー）

#### 第二制作室 → バラエティー制作センター時代
- 痛快TV スカッとジャパン（プロデューサー）
- もしもツアーズ（プロデューサー）
- 直撃!シンソウ坂上（キャスティングP）
- ネタパレ（プロデューサー）
- あしたの内村!!（プロデューサー）
- 内村と相棒（ゼネラルプロデューサー）
- チャンハウス（ゼネラルプロデューサー）